# Panamerikanische Spiele 2019/Fechten
Bei den Panamerikanischen Spielen 2019 in Lima fanden vom 5. bis 10. August 2019 im Fechten zwölf Wettbewerbe statt. Austragungsort war das Lima Convention Centre.
Für die Wettbewerbe hatten sich insgesamt 15 Nationen qualifiziert. Neben den Gastgebern Peru, die automatisch Quotenplätze erhielten, qualifizierten sich die sieben besten Nationen der Panamerikameisterschaften 2018, sowie die beiden besten Einzelfechter, deren Mannschaft sich nicht qualifizieren konnte.

## Wettbewerbe und Zeitplan
Insgesamt zwölf Wettbewerbe wurden im Rahmen der Spiele im Fechten ausgetragen. Dazu zählten die jeweiligen Einzel- und Mannschaftswettbewerbe mit dem Florett, dem Degen und dem Säbel bei den Damen und Herren. Vom 5. bis 7. August wurden zunächst täglich ein Einzelwettbewerb bei den Herren und Damen ausgetragen, vom 8. bis 10. August folgte dann täglich jeweils ein Mannschaftswettbewerb.

## Herren

### Florett Einzel
| Platz | Land                      | Sportler                            |
| ----- | ------------------------- | ----------------------------------- |
| 1     | Vereinigte Staaten        | Gerek Meinhardt                     |
| 2     | Chile                     | Gustavo Alarcón                     |
| 3     | Kanada Vereinigte Staaten | Maximilien Van Haaster Race Imboden |

### Florett Mannschaft
| Platz | Land               | Sportler                                          |
| ----- | ------------------ | ------------------------------------------------- |
| 1     | Vereinigte Staaten | Gerek Meinhardt Race Imboden Nick Itkin           |
| 2     | Brasilien          | Henrique Marques Heitor Shimbo Guilherme Toldo    |
| 3     | Kanada             | Eli Schenkel Mikhail Sweet Maximilien Van Haaster |

### Degen Einzel
| Platz | Land           | Sportler                            |
| ----- | -------------- | ----------------------------------- |
| 1     | Venezuela      | Rubén Limardo                       |
| 2     | Venezuela      | Jesús Limardo                       |
| 3     | Kolumbien Kuba | Jhon Édison Rodríguez Yunior Reytor |

### Degen Mannschaft
| Platz | Land        | Sportler                                                   |
| ----- | ----------- | ---------------------------------------------------------- |
| 1     | Kuba        | Yunior Reytor Reynier Henriquez Luis Patterson             |
| 2     | Argentinien | José Félix Domínguez Jesús Lugones Alessandro Taccani      |
| 3     | Venezuela   | Rubén Limardo Jesús Limardo Francisco Limardo Gabriel Lugo |

### Säbel Einzel
| Platz | Land               | Sportler                      |
| ----- | ------------------ | ----------------------------- |
| 1     | Vereinigte Staaten | Daryl Homer                   |
| 2     | Argentinien        | Pascual Di Tella              |
| 3     | Kuba Kanada        | Harold Rodríguez Shaul Gordon |

### Säbel Mannschaft
| Platz | Land               | Sportler                                    |
| ----- | ------------------ | ------------------------------------------- |
| 1     | Vereinigte Staaten | Eli Dershwitz Daryl Homer Jeff Spear        |
| 2     | Kanada             | Shaul Gordon Joseph Polossifakis Farès Arfa |
| 3     | Kolumbien          | Luis Correa Pablo Trochez Sebastián Cuéllar |

## Damen

### Florett Einzel
| Platz | Land               | Sportlerin                |
| ----- | ------------------ | ------------------------- |
| 1     | Vereinigte Staaten | Lee Kiefer                |
| 2     | Kanada             | Jessica Guo               |
| 3     | Kanada Brasilien   | Eleanor Harvey Bia Bulcão |

### Florett Mannschaft
| Platz | Land               | Sportlerinnen                                     |
| ----- | ------------------ | ------------------------------------------------- |
| 1     | Vereinigte Staaten | Lee Kiefer Nicole Ross Jacqueline Dubrovich       |
| 2     | Kanada             | Alanna Goldie Eleanor Harvey Jessica Guo          |
| 3     | Mexiko             | Denisse Hernández Nataly Michel Melissa Rebolledo |

### Degen Einzel
| Platz | Land                  | Sportlerin                                 |
| ----- | --------------------- | ------------------------------------------ |
| 1     | Vereinigte Staaten    | Katharine Holmes                           |
| 2     | Venezuela             | Patrizia Piovesan                          |
| 3     | Brasilien Argentinien | Nathalie Moellhausen Clara Isabel Di Tella |

### Degen Mannschaft
| Platz | Land               | Sportlerinnen                                     |
| ----- | ------------------ | ------------------------------------------------- |
| 1     | Vereinigte Staaten | Catherine Nixon Katharine Holmes Isis Washington  |
| 2     | Kuba               | Yamirka Rodríguez Seily Mendoza Diamelys González |
| 3     | Venezuela          | María Martínez Lizze Asis Patrizia Piovesan       |

### Säbel Einzel
| Platz | Land               | Sportlerin                       |
| ----- | ------------------ | -------------------------------- |
| 1     | Vereinigte Staaten | Anne-Elizabeth Stone             |
| 2     | Argentinien        | María Belén Pérez Maurice        |
| 3     | Venezuela Kanada   | Alejandra Benítez Gabriella Page |

### Säbel Mannschaft
| Platz | Land                    | Sportlerinnen                                         |
| ----- | ----------------------- | ----------------------------------------------------- |
| 1     | Vereinigte Staaten      | Anne-Elizabeth Stone Chloe Fox-Gitomer Monica Aksamit |
| 2     | Dominikanische Republik | Rossy Félix Heyddys Ysabel Melody Martínez            |
| 3     | Kanada                  | Gabriella Page Marissa Ponich Pamela Brind’Amour      |

## Medaillenspiegel
| Platz  | Land                    | Gold | Silber | Bronze | Gesamt |
| ------ | ----------------------- | ---- | ------ | ------ | ------ |
| 01     | Vereinigte Staaten      | 10   | —      | 1      | 11     |
| 02     | Venezuela               | 1    | 2      | 3      | 6      |
| 03     | Kuba                    | 1    | 1      | 2      | 4      |
| 04     | Kanada                  | —    | 3      | 6      | 9      |
| 05     | Argentinien             | —    | 3      | 1      | 4      |
| 06     | Brasilien               | —    | 1      | 2      | 3      |
| 07     | Chile                   | —    | 1      | —      | 1      |
| 08     | Dominikanische Republik | —    | 1      | —      | 1      |
| 09     | Kolumbien               | —    | —      | 2      | 2      |
| 10     | Mexiko                  | —    | —      | 1      | 1      |
| Gesamt | Gesamt                  | 12   | 12     | 18     | 42     |